# 분켕역

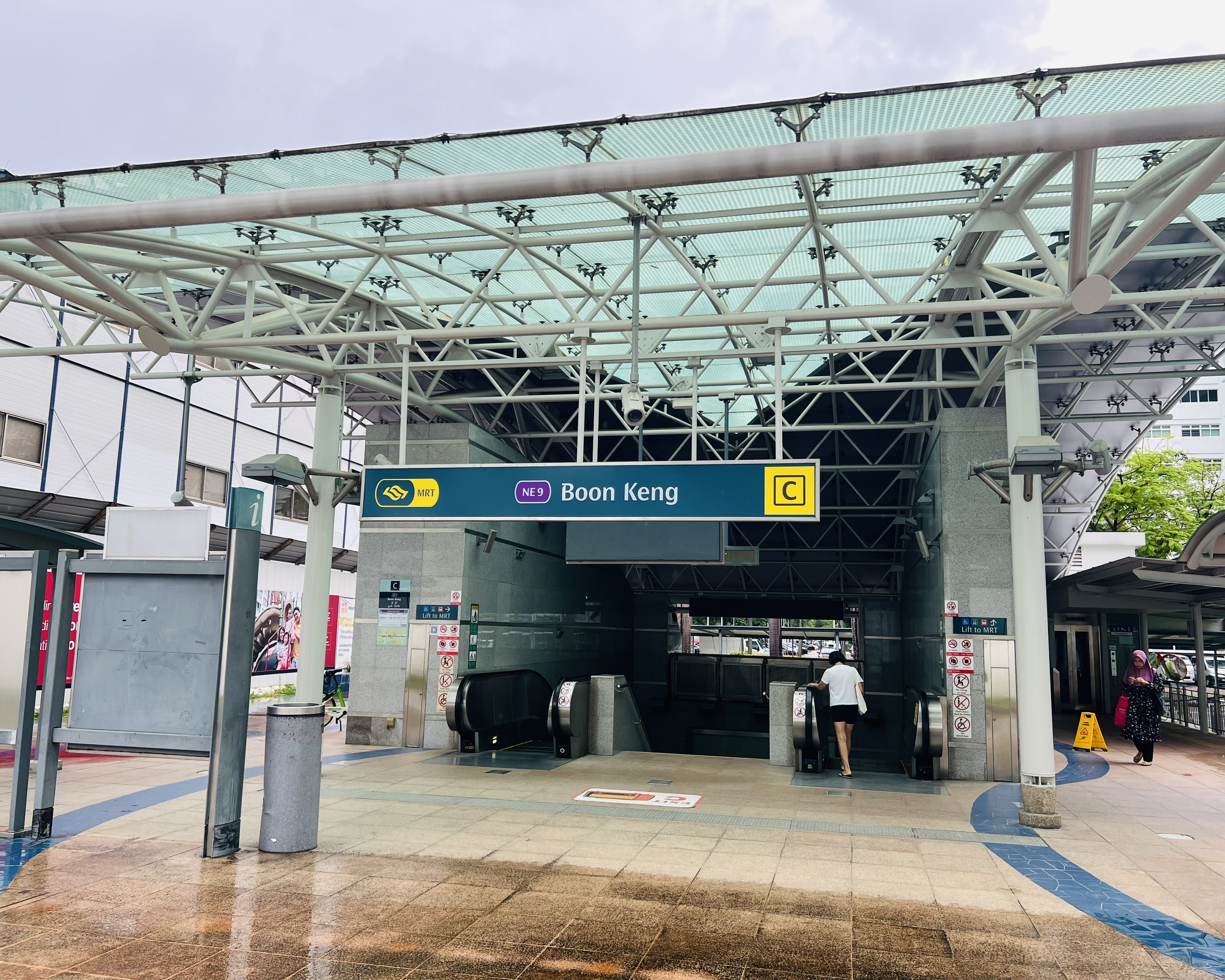

분켕역은 싱가포르 칼랑(Kallang) 노스이스트선의 지하철 MRT(Mass Rapid Transit) 역이다.
타우너 로드 및 분켕로드와의 교통 교차점 직후 세랑군 로드 아래에 위치한 분켕역은 주로 분켕 하위구역과 더 중요하게는 해당 지역에 거주하는 주민들에게 서비스를 제공한다. HDB 거주자 외에도 에이트 리버스위트, 리젠트 레지던스, 아카디 오브 분켕과 같은 콘도 거주자들도 편리함의 혜택을 크게 누렸다. 이 역의 이름은 싱가포르에서 보건 및 교육 개혁을 추진한 중국 의사 림분켕의 이름을 따서 명명되었다.

## 아트 인 트랜짓
이 역의 아트 인 트랜짓은 중앙 홀 층에 과거와 현재에 사용된 일상 생활의 아이콘으로 구성된 밝은 열대 테마의 그림이 특징이다.